# Marais d'Athis-Cherville
Marais d'Athis-Cherville este o arie protejată (sit de importanță comunitară — SCI) din Franța întinsă pe o suprafață de 42 ha, integral pe uscat.

## Localizare
Centrul sitului Marais d'Athis-Cherville este situat la coordonatele 49°00′23″N 4°08′46″E / 49.00639°N 4.14611°E.

## Înființare
Situl Marais d'Athis-Cherville a fost declarat arie specială de conservare în baza directivei 92/43 din 1992 referitoare la conservarea habitatelor naturale și a faunei și florei sălbatice pentru a proteja .

## Biodiversitate
Situată în ecoregiunea continentală, aria protejată conține 8 habitate naturale: Mlaștini alcaline, Mlaștini calcaroase cu Cladium mariscus și specii de Caricion davallianae, Păduri de stejar sau de stejar și carpen sub-atlantice și medio-europene de Carpinion betuli, Liziere de ierburi înalte hidrofile de câmpie și de nivel montan până la alpin, Pajiști uscate seminaturale și facies de acoperire cu tufișuri pe substraturi calcaroase (Festuco-Brometalia) (* situri importante pentru orhidee), Ape puternic oligomezotrofe cu vegetație bentonică cu Chara spp., Păduri aluvionare cu Alnus glutinosa și Fraxinus excelsior (Alno-Padion, Alnion incanae, Salicion albae), Pajiști cu Molinia pe soluri calcaroase, turboase sau argilos-nămoloase (Molinion caeruleae).
La baza desemnării sitului se află un număr nedeclarat de specii protejate:
Pe lângă speciile protejate, pe teritoriul sitului au mai fost identificate 3 specii de plante, 8 specii de păsări.